# Limenitis serpa
Limenitis serpa är en fjärilsart som beskrevs av Jean Baptiste Boisduval 1836. Limenitis serpa ingår i släktet Limenitis och familjen praktfjärilar. Inga underarter finns listade i Catalogue of Life.